# چووووک
چوک (به لهستانی:  Czułówek) یک روستا در لهستان است که در گمینا چرنگخوو (استان لهستان کوچک‌تر) واقع شده‌است. چووووک ۴۲۰ نفر جمعیت دارد. ( چووووک نیس داداش چوک خالی)